# ایوان موچینیچ
ایوان موچینیچ (کرواتی: Ivan Močinić؛ زادهٔ ۳۰ آوریل ۱۹۹۳) یک بازیکن فوتبال اهل کرواسی است.